# Чемпіонат світу з трекових велоперегонів 2015 — гонка за очками (жінки)
Гонка за очками серед жінок на Чемпіонаті світу з трекових велоперегонів 2015 відбулась 18 лютого.

## Результати
Заїзд розпочавсь о 20:40.
Спортсменки здолали 100 кіл (25 км) з 10 спринтами.
| Місце | Ім'я                 | Країна     | Очки за спринт | Очки за коло | Загалом очок |
| ----- | -------------------- | ---------- | -------------- | ------------ | ------------ |
| 1     | Стефані Поль         | Німеччина  | 18             | 20           | 38           |
| 2     | Мінамі Увано         | Японія     | 8              | 20           | 28           |
| 3     | Кімберлі Ґейст       | США        | 5              | 20           | 25           |
| 4     | Еліз Дельзенн        | Франція    | 3              | 20           | 23           |
| 5     | Джорджія Бронзіні    | Італія     | 20             | 0            | 20           |
| 6     | Софія Арреола        | Мексика    | 13             | 0            | 13           |
| 7     | Кірстен Вілд         | Нідерланди | 9              | 0            | 9            |
| 8     | Арленіс Сьєрра       | Куба       | 7              | 0            | 7            |
| 9     | Євгенія Романюта     | Росія      | 5              | 0            | 5            |
| 10    | Келлі Дрютс          | Бельгія    | 4              | 0            | 4            |
| 11    | Іна Савенко          | Білорусь   | 4              | 0            | 4            |
| 12    | Лейре Олаберрія      | Іспанія    | 4              | 0            | 4            |
| 13    | Марія Луїса Кальє    | Колумбія   | 3              | 0            | 3            |
| 14    | Альжбета Павлендова  | Словаччина | 2              | 0            | 2            |
| 15    | Тетяна Клімченко     | Україна    | 1              | 0            | 1            |
| 16    | Катаржина Павловська | Польща     | 1              | 0            | 1            |
| 17    | Ярміла Махачова      | Чехія      | 0              | 0            | 0            |